# Kopstraat
De Kopstraat is een straat in Brugge.

## Beschrijving
Eerst heette de straat Bleckerstraat of Blekkerstraat, verwijzende naar de harde kiezelachtige grond. Er waren verschillende Bleckerstraten in de stad, zodat er noodgedwongen een paar verdwenen.
In de 15de-16de eeuw was de gebruikte naam ook Beerstraetkin, omdat de achterzijde er zich bevond van de in de Korte Zilverstraat gelegen herberg Het Beerken of, in de achttiende-negentiende eeuw Hotel de l'Ours d'Or'.
De straat dankt echter haar definitieve naam aan een herberg die het hoekhuis uitmaakte met de Noordzandstraat.
De evolutie is af te lezen in de gevonden documenten:
- 1276 een huus staende ten voorhoofde achter de herberghe ghenaemt den Gouden Cop int Bleckerstraetkin;
- 1541: int Bleckerstraetkin jeghensover 't Prinsenhof;
- 1542: eene herberghe ghenaemt 't Beerkin in het Bleckerstraetkin, achter de huusinghen van den herberghe gheheeten Den Goudin Cop, voorhoofdende an de zuudzyde van der Noortzandstrate;
- 1578: in het Beerstraetkin by den Goudin Cop.

Over wat de 'Cop' betekende zijn de meningen verdeeld. Louis Gilliodts-van Severen en Albert Schouteet begrepen het als schaal of beker. Frans Debrabandere begreep het gewoon als hoofd.
De Kopstraat loopt van de Noordzandstraat naar de Zilverstraat.